# Alcis dilatata
Alcis dilatata är en fjärilsart som beskrevs av Warneberg 1864. Alcis dilatata ingår i släktet Alcis och familjen mätare. Inga underarter finns listade i Catalogue of Life.